# 蒲倉町
蒲倉町（かばくらまち）は、福島県郡山市の大字である。郵便番号は963-0703。

## 地理
郡山市役所本庁所管の行政区である旧郡山地区に属する。北西であぶくま台、下白岩町、北東で白岩町、南東で荒井町、南で緑ケ丘東、南西で大平町、西で横川町とそれぞれ隣接する。概ね市町村制施行以前の田村郡蒲倉村の流れを汲む地域である。市内東部の丘陵地のうち、一級水系阿武隈川水系大平川流域のさらに上流部の一角を主な範囲とする。域内の多くを山林が占め、福島県道297号斎藤下行合線沿い等のわずかな平地に水田が広がり、中央部の字蒲倉を中心に集落が位置する。東部ニュータウン造成に伴い概ね福島県道297号斎藤下行合線以南が緑ケ丘東、緑ケ丘西のそれぞれ一部として分離された。緑ケ丘東に所在する郡山警察署東部駐在所、および堂前町に所在する郡山消防署本署がそれぞれ管轄にあたる。

### 主な字
字
- 東
- 新町
- 七ッ割
- 沢目木
- 蒲倉
- 宮の前

- 広表
- カチ内
- 西ノ内
- 榎台
- 前田

## 歴史
- 1879年1月27日 -福島県内における郡区町村制の施行により、旧守山藩領蒲倉村が田村郡の村となる。
- 1889年4月1日 - 町村制の施行により蒲倉村が周辺5村と合併し田村郡中妻村が発足する。旧蒲倉村域は中妻村の大字となる。
- 1955年4月1日 - 中妻村が周辺5町村と合併し三春町が発足し、三春町の大字となる。
- 1955年11月1日 - 大字荒井と共に三春町から郡山市に分離、編入され、郡山市の大字となる。

## 世帯数と人口
2024年1月1日現在の世帯数と人口は以下の通りである。
| 大字   | 世帯数 | 人口  |
| ------ | ------ | ----- |
| 蒲倉町 | 51世帯 | 126人 |

## 小・中学校の学区
市立小・中学校に通う場合、学区は以下の通りとなる。
| 番地 | 小学校             | 中学校               |
| ---- | ------------------ | -------------------- |
| 全域 | 郡山市立東芳小学校 | 郡山市立緑ケ丘中学校 |

## 交通

### 道路
- 福島県道297号斎藤下行合線
- 一級市道56号赤沼方八町線（美術館通り）
- 一級市道57号荒井白岩線（郡山東部広域農道）

## 施設等
- セブンイレブン 郡山美術館東店
- 高野根神社
- 蚕養神社
- 蒲倉町の桜